# Magyarabowie
Magyarab – lud pochodzenia węgierskiego żyjący wzdłuż rzeki Nil w Egipcie i Sudanie, prawdopodobnie od końca XVI wieku.

## Nazwa
Nazwa „Magyarab” nie jest, jak się powszechnie uważa, zestawieniem wyrazów „Magyar” i „Arab”. Jest to raczej połączenie określenia „Magyar” z wyrazem „Ab”, które w języku nubijskim oznacza „plemię”; nazwę „Magyarab” można zatem oddać jako „plemię Madziarów”.

## Historia
Według legendy chrześcijańscy Węgrzy, którzy dostali się pod władzę Imperium Osmańskiego, wchodzili w skład armii tureckiej walczącej w południowym Egipcie. Część żołnierzy pozostała na tych ziemiach, gdzie ożenili się z tubylczymi kobietami.
Członkowie ludu twierdzą, że jego protoplastą był Ibrahim el-Magyar, generał pochodzący z Budy, który przybył do Egiptu w 1517 roku. Ożenił się z Nubijką i miał z nią syna zwanego Ali. Syn ten miał pięcioro dzieci, których imiona to: Selabi, Mustafa, Djelaleddin, Musa i Iksa, oni to byli przodkami przedstawicieli dzisiejszego ludu. Magyarabowie należą do Światowej Federacji Węgrów od 1992 roku i ciągle uważają się za członków narodu węgierskiego.
Lud ten nie był znany Europejczykom aż do 1935 roku, kiedy to Węgier László Almásy wraz ze swoim współpracownikiem, niemieckim inżynierem Hansjoachimem von der Eschem przypadkowo odnaleźli go w rejonie Nubii. Przedstawiciele Magyarabów próbowali skontaktować się z węgierskimi władzami, jednakże ze względu na wybuch II wojny światowej nie było to możliwe.
Magyarabowie dzisiaj nie mówią już po węgiersku, wymieszali się także z lokalnymi plemionami. Około 1934 roku, von der Esch, który spędził kilka tygodni z tym ludem w Wadi Halfie, utworzył listę słów używanych tylko przez nich, które Almásy rozpoznał jako podobne do węgierskich. Jego notatki podają również, że przedstawiciele ludu byli przekonani, iż pochodzą z kraju zwanego „Nemsa” (co po arabsku oznacza Austrię), co mogło odnosić się do każdego regionu Cesarstwa Austriackiego. Esch został poinformowany przez wodza wioski, że przodkowie ludu przybyli do Egiptu i Sudanu jako grupa „austriackich” żołnierzy prowadzonych przez człowieka zwanego Shenghal Sendjer, co do którego niemiecki badacz przypuszczał, że jego właściwe miano brzmiało „Generał Sendjer” lub „Sender”.

## Społeczność Magyarabów
Magyarabowie żyją wzdłuż Nilu, w Sudanie wokół Wadi Halfy i w Egipcie wokół Aswanu w wioskach Magyarab-irki, Magyararti, Magyariyya, Magyar-nirki oraz Hillit el-Magyarab. Poza tym około 400 przedstawicieli ludu mieszka w Kairze.

## Przysłowia o Magyarabach
Sąsiadujące z Magyarabami ludy mają pewne przysłowia, które potwierdzają odmienność tego ludu względem innych:
- Al-majāri lā jisālli fil-mesjīd. – Węgier nie modli się w meczecie.
- Rá'sz el-mágyár zejj el-hágyár. – Węgierska głowa jest twarda jak kamień.
- El-mágyárí jilbisz burnétá. – Węgier nosi czapkę[2].